# Сухиндол (община)
Сухиндол (болг. Община Сухиндол) — община в Болгарии. Входит в состав Великотырновской области. Население составляет 2895 человек (на 21.07.05 г.).

## Состав общины
В состав общины входят следующие населённые пункты:
1. Бяла-Река
2. Горско-Калугерово
3. Горско-Косово
4. Коевци
5. Красно-Градиште
6. Сухиндол